# Peter Wedin

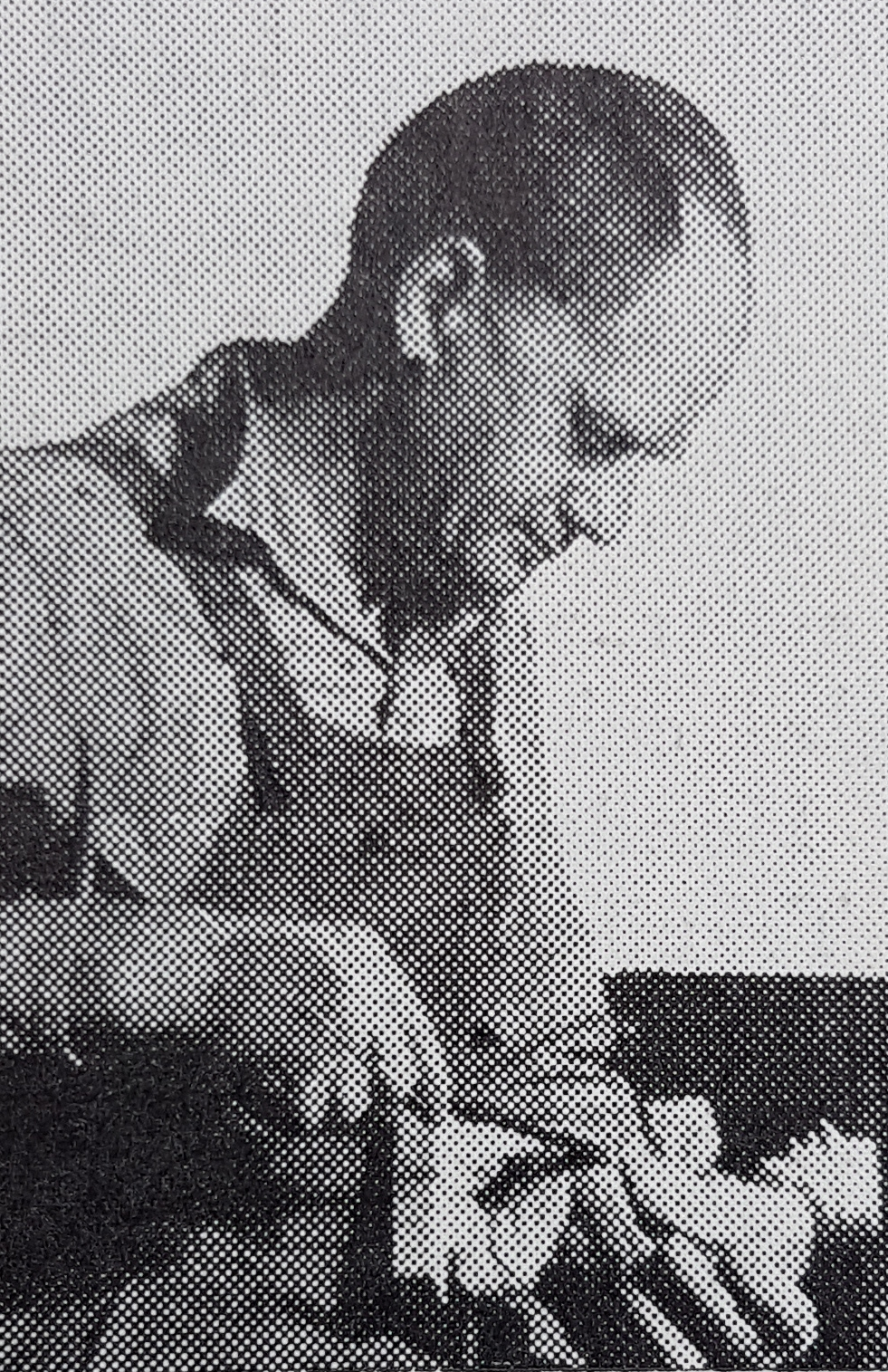
Peter Wedin, avfotograferad porträttbild

Peter Wedin, född 21 mars 1894 i Nordingrå, Ångermanland, död 1980, var en svensk-amerikansk träsnidare och målare.
Han var son till torparen Jonas Wedin och Karolina Nordlander och från 1937 gift med Else Andrea Boman samt bror till Elof Wedin. Han studerade teckning och landskapsmålning via Hermods Korrespondensinstitut innan han 1923 utvandrade till Amerika där han fortsatte sin konstnärliga utbildning vid aftonkonstskolor på olika platser. Han var först verksam i Minneapolis men flyttade därefter till Montreal där han bodde 1930–1943 innan han flyttade åter till Minneapolis. Han medverkade i ett flertal samlingsutställningar i Montreal, Toronto, Brooklyn och Minneapolis där han tilldelades första pris för sina reliefer vid den statliga utställningen 1924–1925. Han medverkade ett flertal gånger i de svensk-amerikanska utställningarna i Chicago och vid ett återbesök i Sverige 1936 ställde han ut separat i Karlskoga. Hans konst består av porträtt och landskapsmåleri men var huvudsakligen verksam som träsnidare. Wedin är representerad vid Augustana Art Associations samlingar och ett tiotal museer i USA och Kanada.